# 버나드 버틀러
버나드 버틀러(Bernard Butler, 1970년 5월 1일 ~ )는 잉글랜드의 기타리스트 및 음악 프로듀서이자 가수이다. 스웨이드와 더 티어스의 멤버를 거쳐 솔로로 활동하고 있다.

## 사용하는 악기
깁슨 ES-355를 주로 사용한다. 텔레캐스터, 레스폴, ES-330도 사용한다.